# 리비아의 국장

리비아의 국장

리비아는 현재 공식적인 국장을 갖고 있지 않다가 2021년 3월 15일 공식적인 국장이 정해졌다. 이전에는 여권 표지에는 리비아의 국기에 그려져 있는 초승달과 별을 리비아를 상징하는 문장으로 사용했다.

## 역대 리비아의 국장

리비아 왕국의 국장 (1952년-1969년)
리비아 아랍 공화국의 국장 (1970년-1972년)
아랍 공화국 연방의 국장 (1972년-1977년)
리비아 아랍 자마히리야의 국장 (1977년-2011년)
리비아 과도국가평의회의 로고 (2011년 3월-2011년 4월)
리비아 과도국가평의회의 로고 (2011년 4월-2012년 8월)
리비아의 비공식 국장 (2011년-2021년)

## 같이 보기
- 리비아의 국기